# 尤卡海宁

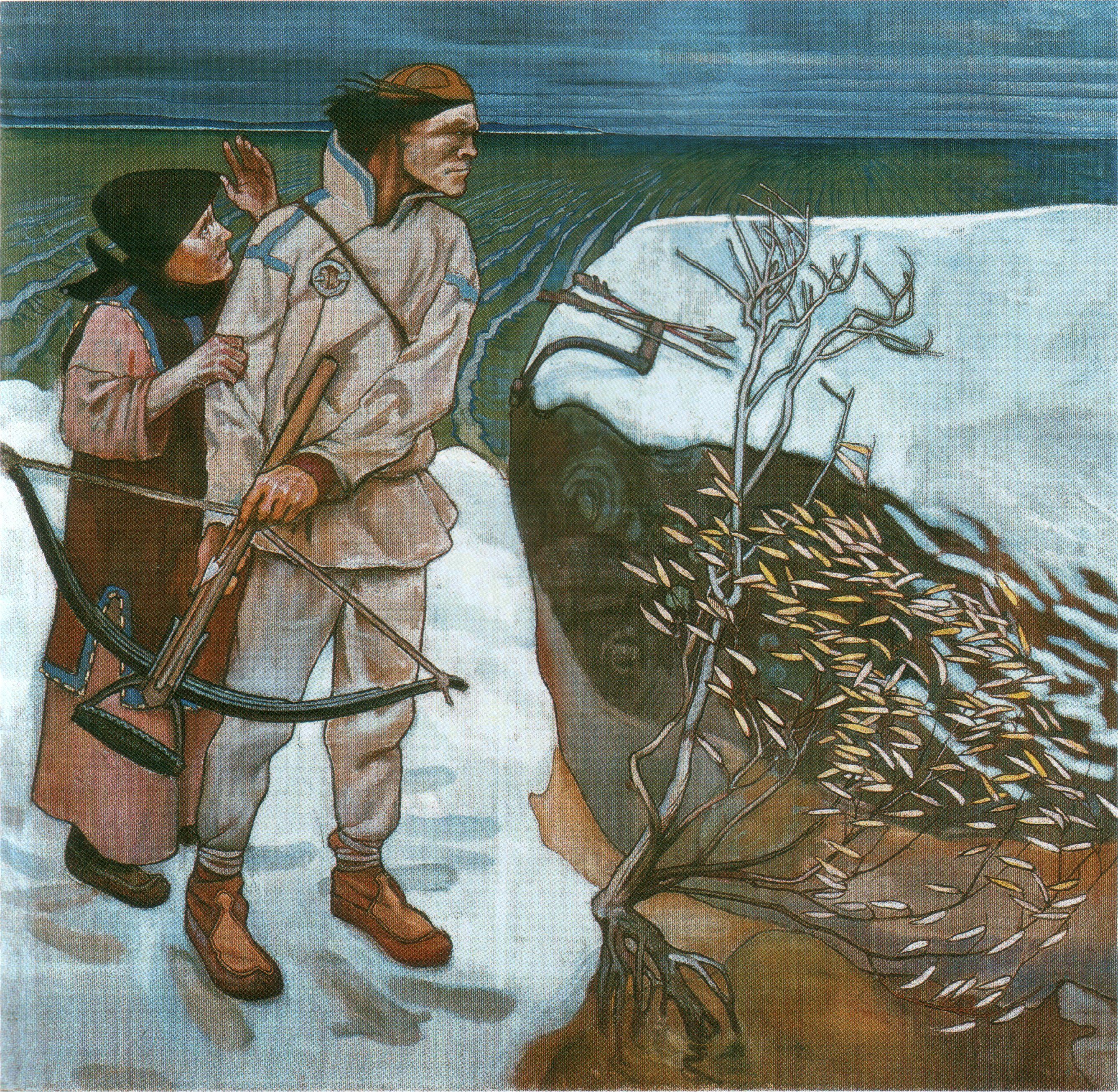
《尤卡海宁的复仇》，由阿克塞利·加伦-卡勒拉在1897年创作的油画，画中尤卡海宁准备用弓箭射击万奈摩宁

尤卡海宁（芬蘭語：Joukahainen）是芬兰民族史诗《卡勒瓦拉》中的一个人物，他是史诗中心人物万奈摩宁的对手。

## 简述
尤卡海宁和万奈摩宁的马车相撞了，尤卡海宁和万奈摩宁决定吟唱诗篇来进行决斗。尤卡海宁在决斗中失败，被万奈摩宁用唱歌魔法陷入沼泽。为了救出自己，他向万奈摩宁许诺将自己的妹妹爱诺嫁给他。但爱诺不愿意嫁给万奈摩宁，并投水自尽。尤卡海宁被所有发生的一切激怒了，甚至不听从自己母亲的忠告，他试图在暗处向万奈摩宁射箭。但尤卡海宁没有击中万奈摩宁，却杀死了万奈摩宁骑的马，万奈摩宁被跌入波赫约拉冰冷的水里。

## 图集

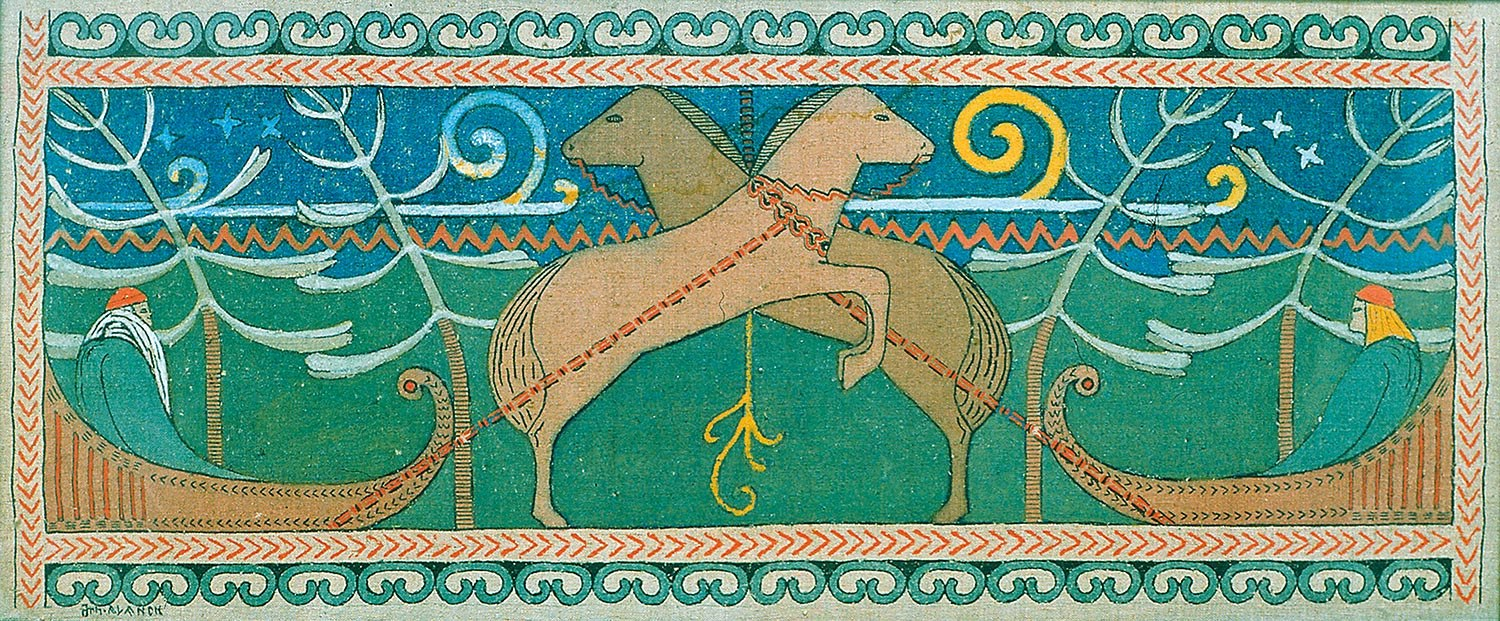
万奈摩宁和尤卡海宁的马车相撞（Väinämöisen ja Joukahaisen yhteentörmäys， 约瑟夫·阿拉宁（芬蘭語：Joseph Alanen），1909–1910
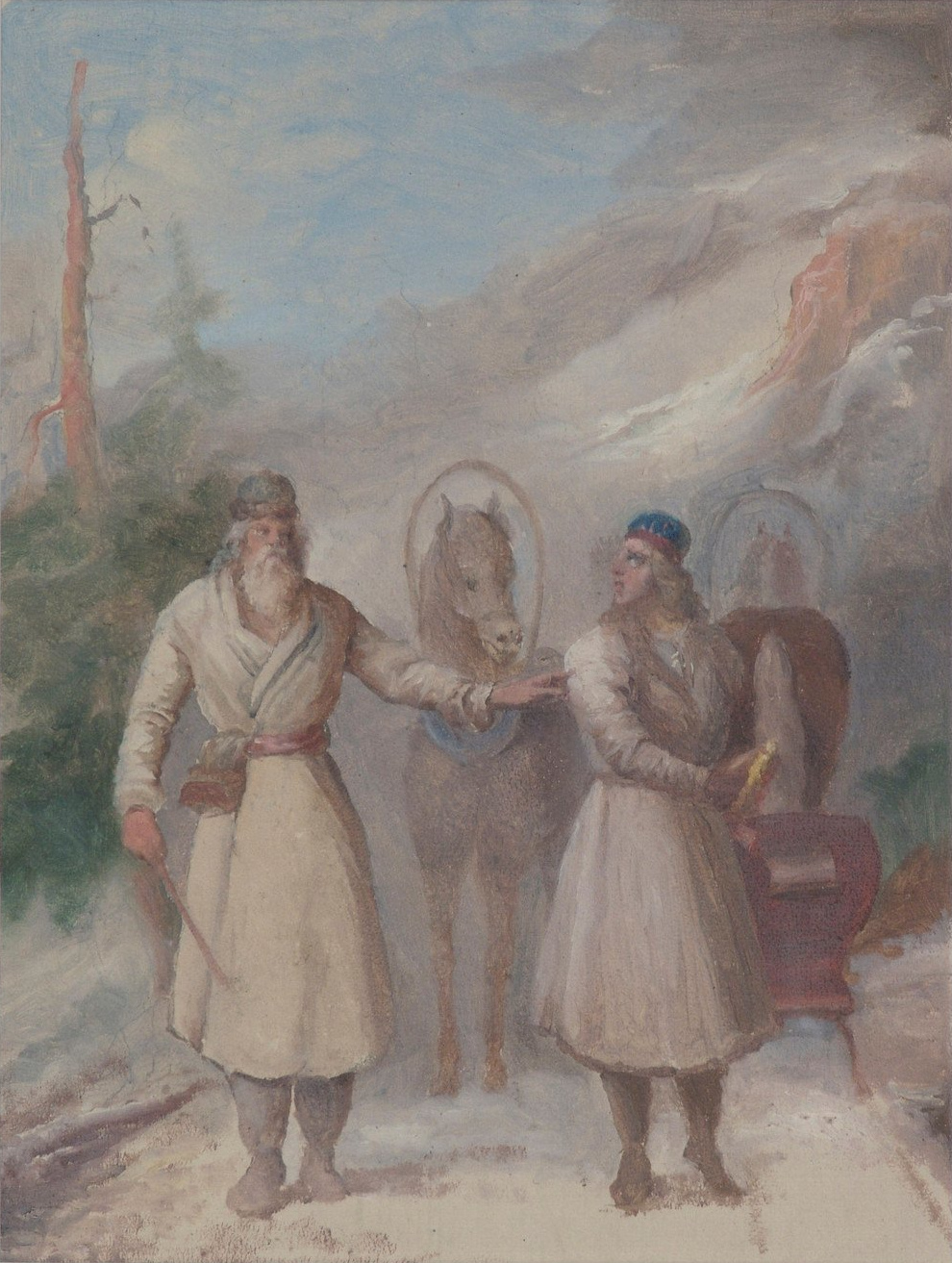
万奈摩宁和尤卡海宁相遇（Väinämöisen ja Joukahaisen tapaaminen），贝尔恩特·戈登赫尔姆（芬蘭語：Berndt Godenhjelm）
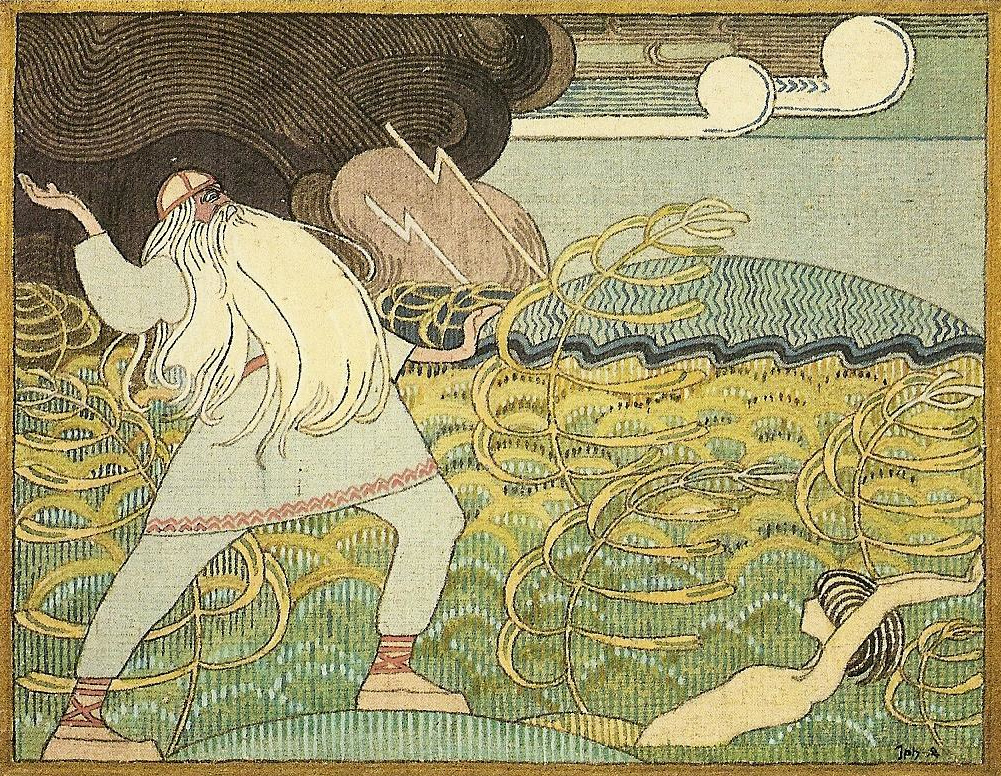
万奈摩宁唱魔法把尤卡海宁陷入沼泽（Väinämöinen laulaa Joukahaisen suohon，约瑟夫·阿拉宁，1912–1913
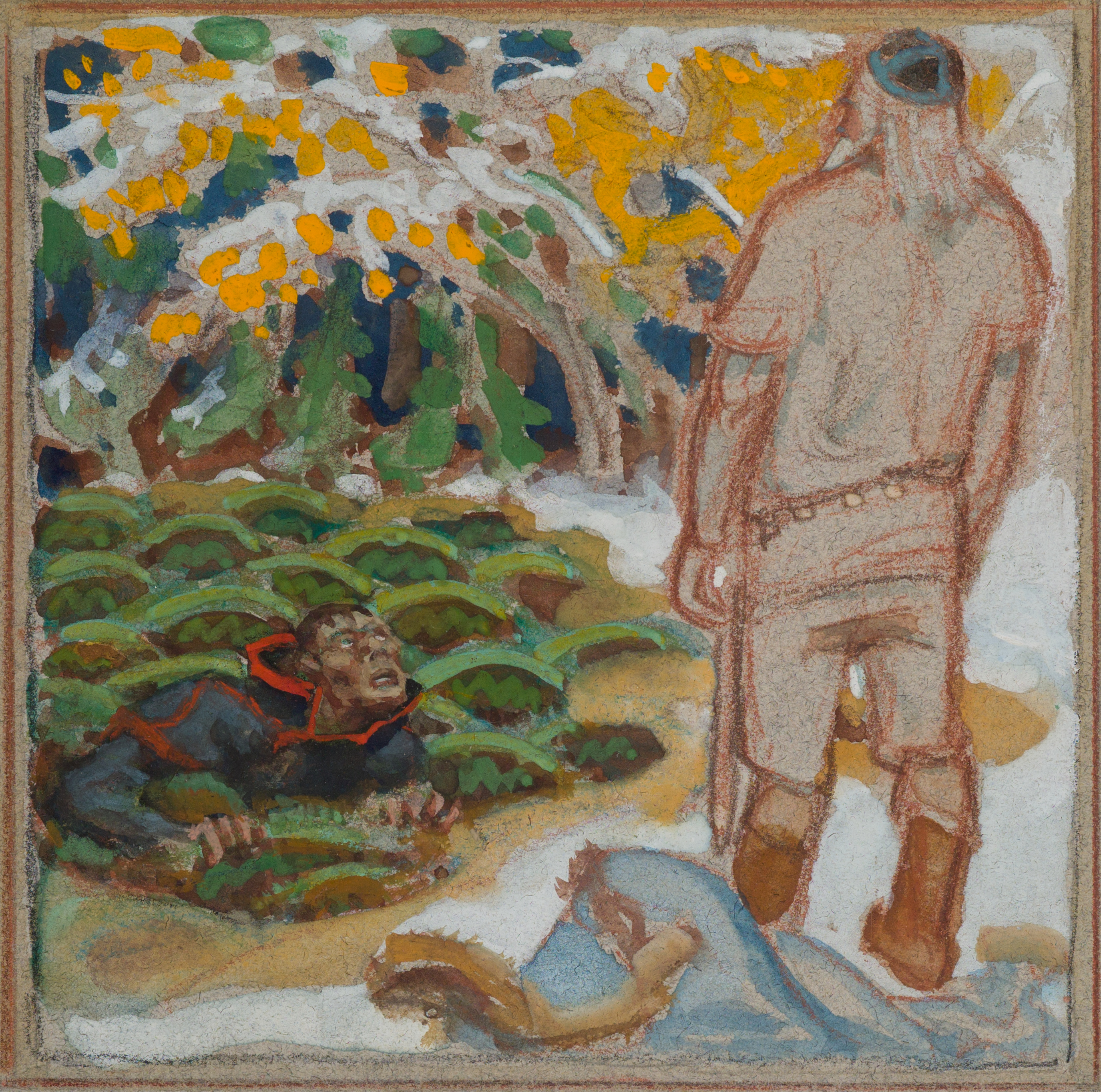
尤卡海宁陷入沼泽，阿克塞利·加伦-卡勒拉画的草稿，1925
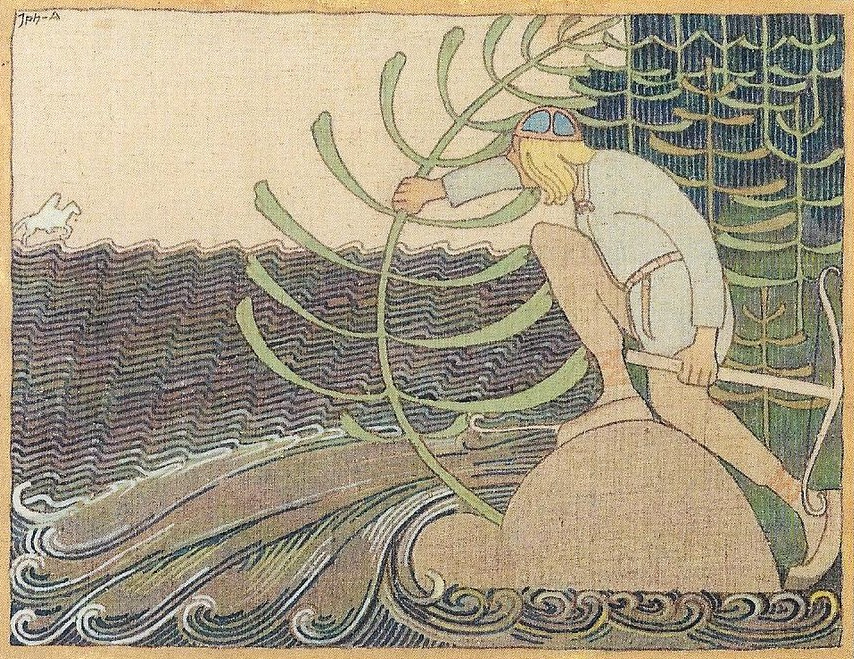
尤卡海宁的复仇（Joukahaisen kosto），约瑟夫·阿拉宁，1919–1920